# Live at the Budokan (álbum de Blur)
Live at the Budokan é o primeiro álbum ao vivo da banda britânica de rock Blur, lançado em 22 de maio de 1996. Disco duplo lançado exclusivamente no Japão (mais tarde, lançado internacionalmente), foi produzido durante a turnê do álbum The Great Escape, lançado no ano anterior. Até o ano de 2009, Live at the Budokan era o único trabalho ao vivo do grupo.

## Faixas

### Disco 1
1. "The Great Escape" – 1:37
2. "Jubilee" – 3:13
3. "Popscene" – 3:11
4. "End of a Century" – 2:56
5. "Tracy Jacks" – 4:09
6. "Mr. Robinson's Quango" – 5:02
7. "To the End" – 4:18
8. "Fade Away" – 4:20
9. "It Could Be You" – 3:13
10. "Stereotypes" – 3:29
11. "She's So High" – 5:26
12. "Girls & Boys" – 4:50
13. "Advert" – 3:28
14. "Intermission" – 1:39
15. "Bank Holiday" – 1:51
16. "For Tomorrow" – 6:26
17. "Country House" – 4:40
18. "This Is a Low" – 5:12
19. "Supa Shoppa" – 3:23

### Disco 2
1. "Yuko and Hiro" – 4:44
2. "He Thought of Cars" – 5:03
3. "Coping" – 3:23
4. "Globe Alone" – 2:43
5. "Parklife" – 3:37
6. "The Universal" – 5:11